# Nghệ thuật Thiền tông
Nghệ thuật Thiền tông Phật giáo là một loại hình nghệ thuật có nguồn gốc từ Thiền tông. Các thiền sư đã mượn các nghệ thuật này để miêu tả những kinh nghiệm hay chứng nghiệm cũng như để tạo ra môi trường phù hợp cho việc tu học.
Nhiều nghệ thuật Thiền có xuất xứ từ Trung Hoa nhưng đa số các nghệ thuật này lại phát triển mạnh tại Nhật. Tại đây nghệ thuật Thiền trở nên rất đa dạng trong đó bao gồm các lĩnh vực như kiến trúc, hội họa, trà đạo, thơ Thiền, cắm hoa và ẩm thực.
Alan Watts, một học giả về triết học Đông Phương, nhận xét: nghệ thuật Thiền tông là nghệ thuật của phi nghệ thuật, nghệ thuật của sự điều khiển các bất thường.

## Kiến trúc
Với ảnh hưởng của Thiền tông, bắt đầu từ thời Kamakura (1185-1333) các chùa Nhật theo Thiền tông đã có nhiều thay đổi về kiến trúc:
- Đơn giản đi và trở về với kiểu Shinto.
- Thêm vào là các bức tường giấy ngăn không gian nội thất. Giấy này được làm từ lúa gạo.
- Các cửa sổ và màn che được trổ thêm ra phía vườn làm chỗ lấy ánh sáng để đọc và viết gọi là kiểu dáng shoin.
- Ngày nay, các kiểu dáng shoin này đã được tiếp nối qua các thiết kế chi tiết thêm vào của các trà đường.
- Các kiến trúc Thiền đã thể hiện tính cởi mở, nhẹ nhàng, và hoà vào thiên nhiên giúp rất nhiều có các ngôi nhà hay đền đài Nhật Bản vượt qua được thử thách của các địa chấn. Tuy nhiên, mục tiêu chính của kiểu kiến trúc này là để tạo bầu không khí an nhiên và cởi mở của tâm.

## Vườn Thiền
Các ngôi vườn Phật giáo thì đã có từ rất lâu (thế kỉ thứ 6), nhưng những nét đặc trưng về khung cảnh khô (dry landscape) của kiến trúc vườn Thiền mãi đến thế kỷ 14 mới bắt đầu. Một số vườn Thiền chỉ bao gồm sự kết hợp của các khối đá. Tuy nhiên những điểm nổi bật của một mảnh vườn Thiền Nhật Bản thường là:
- Khung cảnh khô tạo nên một sắc thái giống các tranh vẽ 3 chiều.
- Mảnh vườn không quá lớn, về kích cỡ gần với một sân chơi nhỏ hơn là một khu vườn.
- Có dùng tới các hiệu ứng tâm lý tạo cảm giác về không gian và khoảng cách như là việc thiết trí các cây bonsai nhỏ làm nền. Các non bộ (hay tảng đá) được đặt cẩn thận gợi cảm của núi non hùng vĩ.
- Cát được trải thành các dòng chảy nhỏ, tạo ra hình ảnh của nước.
- Cách bài trí không đối xứng, dùng cây cỏ sắp xếp giản dị và là loại cây dễ tìm. Phản ánh khung cảnh thiên nhiên.
- Triết lý của vườn Thiền là một sự cố gắng thể hiện cốt tủy của thiên nhiên hơn là một sự bắt chước thiên nhiên. Do đó, các mảnh vườn này có thể rất trừu tượng.

## Hội họa

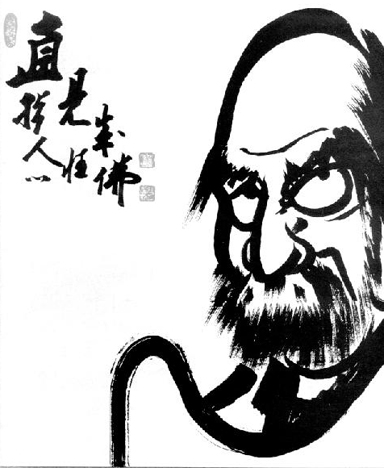
Tranh Thiền: Bồ Đề Đạt Ma của Hakuin Ekaku (1689-1796) tông Lâm Tế (Rinzai)

Tranh Thiền đã xuất hiện ở Trung Hoa từ cuối đời Đường khi sang đến đời Tống thì nghệ thuật này phát triển khá mạnh. Tranh Thiền được du nhập sang Nhật vào đâu thế kỷ 15 do sự phổ biến của Josetsu. đến nửa sau thế kỷ 15 thì kỹ thuật vẽ tranh Thiền tại Nhật tiến thêm một bước nhờ vào việc phát triển các kỹ thuật vẽ mới của sư Sesshu Toyo (1420-1506). Đó là kỹ thuật shin để vẽ những nét gãy to, bén và kỹ thuật so để vẽ các đường mờ dùng cho vẽ cảnh. Một số đặc tính của tranh Thiền là:
- Tranh thiền là một loại tranh vẽ khó thực hiện vì đòi hỏi người vẽ có sức tập trung cao.
- Được vẽ trên loại giấy rất mỏng dễ rách nên nét vẽ không thể dừng lâu ở một chỗ và cũng không thể bôi sửa vì sẽ làm rách giấy.
- Mỗi một nét vẽ cần có sự định thần và nét đi cọ phải dứt khoát đều đặn mới có thể thành công trong một bức hoạ.
- Thường chỉ vẽ bằng một màu mực đen.
- Đây là một phương pháp để các thiền sinh hay thiền sư thể nghiệm sức định của tâm trí.
- Nhiều tranh Thiền đặt vị trí con người vào quan hệ thực chất với thiên nhiên và vũ trụ mà không thể diễn tả được bằng lời.
- Mục tiêu của các bức tranh là chỉ ra trạng thái của tâm.

Loại tranh Thiền được biết đến nhiều nhất là loại tranh chăn trâu có tên Thập Mục Ngưu Đồ. Nội dung của 10 bức tranh miêu tả các giai đoạn của việc tu tập Thiền. Thật ra, trong Phật giáo Đại thừa cũng có tranh trâu nhưng hai loại này có khác nhau vì mục đích diễn tả. Cụ thể tranh chăn trâu Đại thừa nói về quá trình làm chủ tâm trong khi tranh Thiền tông thu gọn trong việc thấy tánh hay thấy được các ý tưởng và tư duy của chính thiền giả nhằm cắt đứt các nguồn tư tưỏng tạo nên cái "tôi". Ngoài ra, hình ảnh trâu trong tranh Đại thừa có chuyển hóa dần từ đen sang trắng cho thấy quá trình chuyển hóa việc làm chủ bản ngã trong khi màu của trâu trong tranh Thiền thì không đổi thể hiện sự đốn ngộ.

## Thư pháp
Song song với sự phát triển của hội họa Thiền thì thư pháp Thiền cùng ra đời và phát triển. Ban đầu thư pháp được viết chung với các tranh thiền như là các lời minh họa ý dưới dạng thơ hay vài từ ngắn gọn. Về sau thì thư pháp được tách ra. Tuy nhiên về mục đích thì vẫn như các tranh Thiền. Những thư pháp Thiền của Nhật (tức là sumi-e) xuất hiện sớm vào thời kì Kamakura (1185-1333). Tuy nhiên, chính những đóng góp tại Nhật mới làm cho nghệ thuật này trở thành một nghệ thuật được sự thán phục tại Tây phương. Một số đặc tính của thư pháp Thiền là:
- Mực pha bằng các khối nhỏ gọi là sumi làm từ nhọ đen của đèn trộn với keo. Mực khi dùng được nhúng ướt và mài cho tới khi đạt được độ đậm nhạt vừa ý.
- Cọ từ lông thú. Nó được nhúng nước và để cho khô trước khi dùng. Khi viết cọ được nhúng ngập trong mực được giữ trong tư thế thẳng đứng với giấy và được viết những nét cọ nhanh chắc chắn và có các độ dày khác nhau.
- Bởi vì thư pháp Thiền không cho phép những sai sót nên nó thể hiện trạng thái của tâm.
- Các nét cọ quét và biến đổi theo cùng lúc và không dự đoán trước cũng như không tuân theo phép tắc nào.

## Thơ thiền
Thơ Thiền còn được gọi là Kệ. Tiếng Phạn, đó là "gà thà", có nghĩa là tụng, ngợi, ca, tán dùng để khẳng định giáo lý, kinh nghiệm, truyền tâm pháp cho đệ tử. Thơ Thiền Trung Hoa đã phát triển mạnh từ thời nhà Đường. Tuy nhiên, hầu hết các học giả phương Tây cho rằng thơ Thiền là kiểu thơ haiku của Nhật.
Thơ Thiền Nhật ban đầu cũng chịu ảnh hưởng từ Trung Hoa, nhưng đến thế kỉ 15 khi thể thơ renga ra đời thì nó phát triển rực rỡ. Đến thế kỉ 19 nó trở thành thơ haiku 5 dòng, mỗi dòng 17 âm, hay 5 âm, hay 5,7 âm đan nhau. Những vần thơ này thường hàm chứa các từ về mùa màng.
Đặc điểm của thơ Thiền là:
- Lời thơ mộc mạc hoà vào thiên nhiên
- Tỉnh thức trước luật vô thường
- Tha thiết với sự cô liêu trật tự và mầu nhiệm của thế giới (giác ngộ và trở về với thế tục)
- Cấp độ khác, thơ Thiền có thể miêu tả các biến cố trực tiếp chỉ thẳng vào chân lý thâm sâu (như các công án)
- Bừng mở tâm ra khỏi thói quen thụ cảm sự vật theo cách thông thường.

Một bài thơ Thiền "Lô Sơn" (hay Lư Sơn) của Tô Đông Pha nhà thơ đời Tống:
Lô Sơn
Lô sơn yên tỏa Triết giang triều
Vị đáo sanh bình hận bất tiêu
Đáo đắc hoàn lai vô biệt sự
Lô sơn yên tỏa Triết giang triều.
Lời dịch của Trúc Thiên:
Lô Sơn
Khói tỏa Lô Sơn, sóng Chiết Giang
Khi chưa đến đó luốn mơ màng
Đến rồi, hóa cũng không gì lạ
Khói toả Lô Sơn, sóng Chiết Giang.

## Cắm hoa

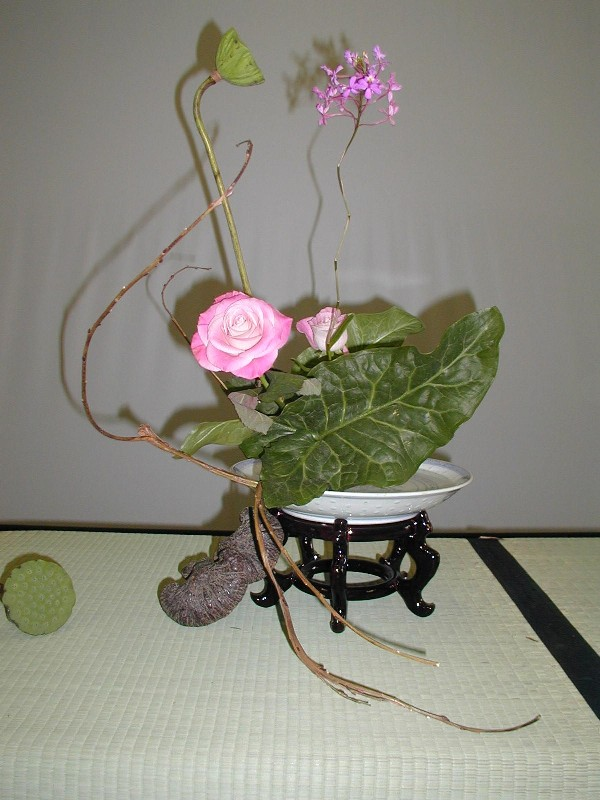
Cách trưng bày Ikebana

Khác với các nghệ thuật Thiền khác, nghệ thuật cắm hoa (trong tiếng Nhật là Ikebana) phát triển từ việc Phật tử Nhật dùng hoa để dâng cúng linh hồn người quá cố. Các nguyên lý và thực hành ban đầu của Ikebana được truyền lại từ nhóm những nhà truyền đạo gọi là Ikebono. Ảnh hưởng của tư tưởng Thiền tông sau đó được tìm thấy qua chứng cớ về sự thiết trí hoa bất đối xứng để miêu tả sự biểu lộ có thể của thiên nhiên. Một kiểu (cắm hoa) gần gũi triết lý Thiền nhất được biết là chabana (hay nageive) rất đơn giản và không gò bó được tạo ra bởi trà sư Sen no Rikyu (1521-1591).
Ảnh hưởng của Thiền ngày nay vẫn còn lại trong ý chỉ rằng cắm hoa là một ý nghĩa của sự thưởng thức, một sự thiền định trong mối quan hệ giữa bản ngã và thiên nhiên.

## Ẩm thực
Tính lễ nghi, tính thẩm mỹ, và các gia vị trong khoa ẩm thực Nhật đều có dấu tích Phật giáo đặc biệt là Thiền tông. Thực tế là từ năm 676 đến 737 việc tiêu thụ thịt và cá đã bị cấm thay vào đó là việc ăn chay phát sinh từ các luật lệ của những vị hoàng đế theo Phật giáo. Cá và hải sản chỉ được phép dùng lại từ năm 737, sau đó mãi tới thời Meiji (1868-1912) thì người Nhật mới ăn thịt.
Đặc trưng Phật giáo của kiểu nấu ăn Nhật được gọi là shojin-ryori, đây là sự kết hợp của hai từ có nghĩa là tôn giáo và mỹ thuật. Shojin-ryori nguyên thủy là thức ăn để phục vụ cho các sư Thiền tông thường làm từ gạo và rau quả. Cách ẩm thực này truyền sang từ Trung Hoa vào thế kỉ 13. Cách thức ẩm thực như vậy nhằm giúp cho sự sáng suốt của tâm (cũng vì lý do này các thức ăn cay và kích thích như là tỏi và hành đều bị tránh dùng).

## Trà đạo
Nghệ thuật dùng trà Thiền có nguồn gốc từ Trung Hoa được truyền sang Nhật từ sư Eisai (1141-1215. Ở Nhật thì trà gọi là cha-no-yu nghĩa là trà lễ hay chado tức là trà đạo. Trà đạo phát triển trên triết lý cho rằng uống trà như là một thú tiêu khiển thanh tao cũng như là việc lễ giáo hóa việc uống trà bởi các sư Thiền tông để giữ cho mình thức tỉnh. Sau đó, thiền sư Sen no Rikyu (1521-1591) thì nó thực sự trở thành một nghệ thuật gắn liền với đời sống thiền thông qua việc định nghĩa các yêu cầu của trà đạo như là sự hài hòa, tĩnh lặng, thanh khiết và kính trọng.

### Anh ngữ
- The essence of ZEN—Mark Levon Byrne—Barnes & Noble—ISBN 0760731756
- ZEN—Martine Batchelor—First Directions—ISBN 0007110162
- japan-guide.com
- ZEN graden Lưu trữ ngày 17 tháng 9 năm 2005 tại Wayback Machine
- History of the Japanese Garden Lưu trữ ngày 1 tháng 11 năm 2005 tại Wayback Machine
- Timeline: Japanese garden design history Lưu trữ ngày 29 tháng 10 năm 2005 tại Wayback Machine
- Buddhist Paintings -- ZEN Painting Lưu trữ ngày 24 tháng 9 năm 2005 tại Wayback Machine
- Zen Painting Lưu trữ ngày 6 tháng 9 năm 2005 tại Wayback Machine
- CALLIGRAPHY
- A sampler of ZEN poem
- ZEN Poetry
- en:Ikebana
- Related Research of Zen Theanine Lưu trữ ngày 14 tháng 2 năm 2005 tại Wayback Machine
- Seven Theories of Floating Lưu trữ ngày 17 tháng 10 năm 2005 tại Wayback Machine

### Việt ngữ
- QUAN NIỆM CON NGƯỜI TRONG THƠ THIỀN CỦA TRẦN NHÂN TÔNG -- Hà Ngọc Hòa[liên kết hỏng]